# نورة (مسلسل)
نورة مسلسل سعودي تم إنتاجه عام 2002 شارك فيه عدد من نجوم الكويت والسعودية والبحرين وقطر والمغرب ومصر المسلسل من إخراج عامر الحمود وتأليف ليلى الهلالي ومن إنتاج تلفزيون المملكة العربية السعودية 

## القصة
تدور أحداثه في قالب اجتماعي يعالج قضية هامة وهو عدم الانجاب والمعاناة التي تعيشها الزوجة لسنوات وهي تتردد في طلب الطلاق من زوجها والذي يزيد من المشكلة ان زوجها طيب وحنون ولا ترغب في كسر خاطره.

## طاقم التمثيل
| سنة الممثل           | جنسيته   |
| -------------------- | -------- |
| * هيفاء عادل         | الكويت   |
| * عبدالعزيز جاسم     | قطر      |
| * زينب العسكري       | البحرين  |
| * فايز المالكي       | السعودية |
| * منى عبدالمجيد      | مصر      |
| إبراهيم بحر          | السعودية |
| * منى شداد           | الكويت   |
| * إبراهيم السويلم    | السعودية |
| * شيماء سبت          | البحرين  |
| * جعفر الغريب        | السعودية |
| * فاطمة عبدالرحيم    | البحرين  |
| * إبراهيم الحساوي    | السعودية |
| * ميساء مغربي        | المغرب   |
| * عبد العزيز الفريحي | السعودية |
| * ميمونة البلوشي     | عُمان     |
| * أحمد العبيد        | السعودية |
| * عمار زينل          | البحرين  |
| * حمد الرويعي        | السعودية |
| * يوسف اليوسف        | السعودية |
| * إبراهيم الشمري     | السعودية |

## طاقم العمل

### الاخراج
| الاسم                  | جنسيته   | دوره         |
| ---------------------- | -------- | ------------ |
| عامر الحمود.           | السعودية | مخرج         |
| عبد اللطيف نبيل الصحاف | البحرين  | (مخرج مساعد) |
| عادل شمس               | البحرين  | (مساعد مخرج) |
| أحمد الفردان           | البحرين  | (مساعد مخرج) |
| فهد الحمود             | السعودية | (سكريبت)     |

### التصوير
| الاسم           | جنسيته  | دوره                    |
| --------------- | ------- | ----------------------- |
| عبد الله جميل.  | البحرين | (مدير التصوير والإضاءة) |
| سامي يعقوب.     | البحرين | (مصور)                  |
| محمد جناحي.     | البحرين | (مصور)                  |
| كلندر عبدالوحيد |         | (مهندس تصوير)           |
| سالم الجودر.    | البحرين | (مهندس إضاءة)           |
| شيخ باوران.     |         | (مهندس صوت)             |

### الموسيقى
| الاسم              | جنسيته   | دوره      |
| ------------------ | -------- | --------- |
| علي عسيري.         | السعودية | (كلمات)   |
| ناصر الصالح.       | السعودية | (الألحان) |
| عبد العزيز المنصور | السعودية | (غناء)    |

### بقية طاقم العمل
| الاسم                                           | جنسيته   | دوره             |
| ----------------------------------------------- | -------- | ---------------- |
| بهاء الدين النور.                               | مصر}     | (مدير انتاج)     |
| ناصر شرف.                                       | البحرين  | (متابعة الإنتاج) |
| إبراهيم الشمري.                                 | السعودية | (منابعة الإنتاج) |
| منصور أحمد.                                     |          | (خدمات انتاجية)  |
| جعفر كانون.                                     |          | (خدمات انتاجية)  |
| علي حبيل                                        | البحرين  | (خدمات انتاجية)  |
| مير ازاد علي                                    |          | (خدمات انتاجية)  |
| تلفزيون المملكة العربية السعودية.               | السعودية | (منتج)           |
| ليالي للإنتاج والتوزيع الفني والدعاية والإعلان. | السعودية | (منتج منفذ)      |
| محمد عطا.                                       |          | (علاقات عامة)    |
| محمد فرحان الدوسري.                             | السعودية |                  |
| ناجي الحمود.                                    | السعودية | (منابعة مالية)   |
| ليلى الهلالي.                                   | السعودية | (مؤلف)           |
| حسن فزيع.                                       | البحرين  | (مهندس الصوت)    |
| فرح محمد.                                       | البحرين  | (مكياج وكوافير)  |
| عماد الحمود                                     | البحرين  | (المدير الإداري) |
| خالد الخميس.                                    | السعودية | (الاشراف الفني)  |